# 바라스 작전
바라스 작전(영어: Operation Barras)은 시에라리온 내전 말인 2000년 9월 10일 시에라리온에서 벌어진 영국 육군의 작전이다. 이 작전은 "웨스트 사이드 보이즈"로 알려진 민병대가 억류하고 있던 왕립 아일랜드 연대 소속 영국군 5명과 시에라리온 육군(SLA) 연락장교를 석방하는 것을 목표로 했다. 이 군인들은주요 도로를 벗어나 마그베니 마을로 향하는 선로를 따라 내려갔던 2000년 8월 25일, 마시아카에 있는 UNAMSIL에 소속된 요르단 평화유지군을 방문하고 돌아오는 순찰대의 일부였다. 그곳에서 12명의 순찰대는 중무장한 다수의 반란군에게 압도되어 포로가 되었고, 로켈 크릭 반대편에 있는 그베리 바나(Gberi Bana)로 이송되었다.
협상가들은 6명의 병사들을 석방했지만 웨스트 사이드 보이즈의 요구가 점점 비현실적이 되기 전에 나머지 5명과 그들의 SLA 연락 담당관을 석방할 수 없었다. 협상가들은 이것이 위기를 해결하기 위한 노력이라기보다는 지연 전술이라고 결론지었다. 9월 9일, 병사들은 2주 이상 억류되어 있었다. 영국 정부는 병사들이 죽임을 당하거나 그들을 구출하기가 더 어려운 곳으로 옮겨질 것을 우려하여 다음날인 9월 10일 새벽에 웨스트 사이드 보이즈 기지에 대한 공격을 허가했다.
지상 작전은 그베리 바나(Gberi Bana)를 공격한 공수특전단 제22연대 D중대와 마그베니(Magbeni)에 대한 우회 공격을 개시한 낙하산연대 제1대대가 맡았다. 이 작전은 5명의 군인과 그들의 SLA 연락관, 그리고 웨스트 사이드 보이즈에 의해 포로로 잡혀 있던 21명의 시에라리온 시민들을 석방시켰다. 이 공격으로 적어도 25명의 웨스트 사이드 보이즈와 영국군 1명이 사망했으며, 웨스트 사이드 보이즈의 지도자였던 포데이 캘리를 포함한 갱 18명은 포로로 잡혀 시에라리온 경찰서로 이송되었다. 많은 웨스트 사이드 보이즈 갱들이 공격 기간 동안 이 지역에서 도망쳤고, 300명 이상이 2주 안에 UNAMSIL군에게 항복했다.
이 작전은 이는 왕립 아일랜드 연대가 포로가 된 사건으로 인해 약화되었던 시에라리온에서 활동하던 영국군에 대한 신뢰를 회복시켜주었다. 작전 후, 영국 정부는 UNAMSIL에 대한 지원을 늘리고, 유엔 안전보장이사회를 통해 정치적으로, 그리고 UNAMSIL을 지원하기 위한 참모 장교들의 제공을 통해 내전을 종식시키기 위한 노력을 증가시켰다. 바라스 작전에서 낙하산연대 제1대대를 성공적으로 운용한 것은 이후 영국군의 특수부대지원단의 창설에 영향을 미쳤다. 특수부대지원단은 처음에는 낙하산연대 제1대대 중심으로 만들어진 상설 부대로, 대규모 또는 복잡한 작전에서 영국 특수부대의 병력 증원 역할을 하는 것이다.